# Wolves at the Door
Wolves at the Door är en amerikansk skräckfilm från 2016 som bygger på morden på Sharon Tate och hennes vänner i augusti 1969. I rollen som Sharon Tate ses Katie Cassidy.

## Rollista (urval)
| Katie Cassidy        | – Sharon Tate        |
| Elizabeth Henstridge | – Abigail Folger     |
| Adam Campbell        | – Wojciech Frykowski |
| Miles Fisher         | – Jay Sebring        |
| Spencer Daniels      | – William Garretson  |
| Lucas Adams          | – Steven Parent      |
| Chris Mulkey         | – John               |
| Jane Kaczmarek       | – Mary               |
| Eric Ladin           | – Detective Clarkin  |
| Arlen Escarpeta      | – Officer            |